# I Prasini
I Prasini (griechisch Η Πράσινη Die Grüne) war eine griechische Sportzeitung.
Die am 17. März 2007 erstmals erschienene Zeitung hat ihren Redaktionssitz in Athen und erschien, bis auf Feiertage, täglich. Nach der Einstellung der Sportzeitungen Athlitiki, Derby sowie Prasinos Tipos war „I Prasini“ die letzte verbliebene Sportzeitungen die als Panathinaikos-treu gilt. 
Wenngleich der große Schwerpunkt bei Panathinaikos lag, wurde auch über andere Vereine Griechenlands sowie über die großen Sportereignisse im Ausland berichtet. Berücksichtigt wurden dabei sämtliche Sportarten Griechenlands.
Nachdem sich der Eigner Dimitrios Giannakopoulos am 12. Juni 2020 von allen Ämter, die er bei Panathinaikos bekleidete, zurückzog, stellte die Zeitung am Folgetag den 13. Juni ihr Erscheinen ein.
Der Preis der in ganz Griechenland vertriebenen Zeitung betrug 1,30 Euro. 